# Swindon Town F.C.
Swindon Town Football Club – angielski klub piłkarski z siedzibą w Swindon, grający obecnie w League Two.

## Obecny skład
Stan na 4 lutego 2023
| Nr | Poz. | Piłkarz                                       |
| -- | ---- | --------------------------------------------- |
| 1  | BR   | Sol Brynn (Wypożyczony z Middlesbrough)       |
| 2  | OB   | Remeao Hutton                                 |
| 3  | OB   | Ellis Iandolo                                 |
| 4  | OB   | Tom Clayton                                   |
| 6  | OB   | Mathieu Baudry                                |
| 8  | PO   | Jonny Williams                                |
| 9  | NA   | Tomi Adeloye                                  |
| 10 | PO   | Ronan Darcy                                   |
| 11 | NA   | Charlie Austin (kapitan)                      |
| 15 | NA   | Luke Jephcott (Wypożyczony z Plymouth Argyle) |
| 16 | PO   | Jake Cain                                     |
| 17 | PO   | Ricky Aguiar                                  |
| 18 | OB   | Reece Devine                                  |
| 19 | NA   | Rushian Hepburn-Murphy                        |
| 20 | OB   | Frazer Blake-Tracy                            |
| 21 | PO   | Dylan Kadji (Wypożyczony z Bristol City)      |

| Nr | Poz. | Piłkarz                                            |
| -- | ---- | -------------------------------------------------- |
| 22 | OB   | Marcel Lavinier                                    |
| 23 | PO   | Saidou Khan                                        |
| 24 | NA   | Jacob Wakeling                                     |
| 25 | BR   | Conor Brann                                        |
| 26 | OB   | Cian Harries                                       |
| 28 | NA   | Tyrese Shade                                       |
| 31 | OB   | Harrison Minturn                                   |
| 34 | OB   | Ciaran Brennan (Wypożyczony z Sheffield Wednesday) |
| 35 | PO   | Anton Dworzak                                      |
| 36 | OB   | Sonny Hart                                         |
| 37 | OB   | Harvey Fox                                         |
| 38 | NA   | Abu Kanu                                           |
| 39 | NA   | Tom Wynn-Davis                                     |
| 40 | PO   | Josh Keyes                                         |
| 41 | BR   | Jack Copland                                       |
|    | OB   | Joe Tomlinson (Wypożyczony z Peterborough United)  |

### Piłkarze na wypożyczeniu
| Nr | Poz. | Piłkarz                           |
| -- | ---- | --------------------------------- |
| 14 | NA   | Oscar Massey (w Plymouth Parkway) |
| 29 | NA   | Harry Parsons (w Chippenham Town) |
| 30 | PO   | Mo Dabre (w Worthing)             |
| 32 | NA   | George Cowmeadow (w Kidlington)   |
| 33 | PO   | Morgan Roberts (w Aldershot Town) |

## Sukcesy
- Puchar Ligi Angielskiej: 1
  - 1969
- Półfinał Pucharu Anglii: 2
  - 1910, 1912